# Торт князя Пюклера
Торт князя Пюклера (нім. Fürst-Pückler-Torte) — німецький триколірний кремовий торт, названий на честь князя Германа фон Пюклера-Мускау. Вважається, що споконвічний рецепт торта князь придумав для своєї коханої. Триколірне неаполітанське морозиво у Німеччині також називають на честь князя Пюклера.
Світлі й темні шоколадні коржі з бісквітного віденського тіста прошаровуються від низу до верху шоколадним, ванільним і рожевим (полуничним або малиновим) масляними спиртовмісними кремами. Поверхня класичного торта князя Пюклера гладко обробляється кувертюром. Темний корж має містити щонайменше 3 % какао-порошку.